# Pan Pacific Open 1991
Toray Pan Pacific Open 1991 — жіночий тенісний турнір, що проходив на закритих кортах з килимовим покриттям Токійського палацу спорту в Токіо (Японія). Належав до турнірів 2-ї категорії в рамках Туру WTA 1991. Відбувсь увосьме і тривав з 29 січня до 3 лютого 1991 року. П'ята сіяна Габріела Сабатіні здобула титул в одиночному розряді й отримала 70 тис. доларів США, а також 300 рейтингових очок.

## Фінальна частина

### Одиночний розряд
Габріела Сабатіні —   Мартіна Навратілова 2–6, 6–2, 6–4
- Для Сабатіні це був 1-й титул в одиночному розряді за сезон і 16-й — за кар'єру.

### Парний розряд
Кеті Джордан /  Елізабет Смайлі  —  Мері Джо Фернандес /  Робін Вайт 4–6, 6–0, 6–3